# Thomas Potts James
Pour les articles homonymes, voir Thomas James (homonymie), Potts et James.
Thomas Potts James est un botaniste américain, né le 1er septembre 1803 à Radnor en Pennsylvanie et mort le 22 février 1882.

## Biographie
Il est le fils d’Isaac James et d’Henrietta née Potts. Il se marie avec Isabella Batchelder en 1851. Il travaille avec son frère dans une industrie de médicaments à Philadelphie à partir de 1831 et ce durant 35 ans. En 1866, il se retire à Cambridge et consacre le reste de sa vie à l’étude des mousses. James réalise l’étude des spécimens rapportés par diverses expéditions. Il collabore avec Philipp Wilhelm Schimper (1808-1880) et avec Charles Léo Lesquereux (1806-1889). Asa Gray (1810-1888) persuade James et Lesquereux de poursuivre le travail commencé par William Starling Sullivant (1803-1873) sur les mousses d’Amérique du Nord mais James meurt avant qu’il soit terminé. C’est Sereno Watson (1826-1892) qui en assure la parution en 1884.

## Source
- Allen G. Debus (dir.) (1968). World Who’s Who in Science. A Biographical Dictionary of Notable Scientists from Antiquity to the Present. Marquis-Who’s Who (Chicago) : xvi + 1855 p.
- Biographie de l’Harvard University Herbaria (en anglais)